# Saouaf
Saouaf (arabe : صواف) est une ville tunisienne située dans le gouvernorat de Zaghouan.
La municipalité de Saouaf est créée par le décret gouvernemental n°2015-1274 du 11 septembre 2015. Elle est le chef-lieu de la délégation de Saouaf.